# Panneton (clé)

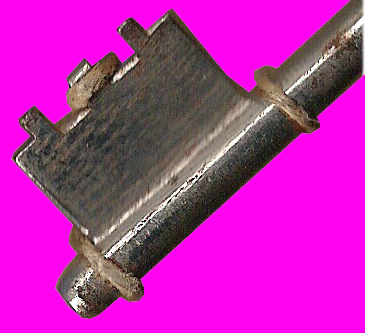
Panneton de clé

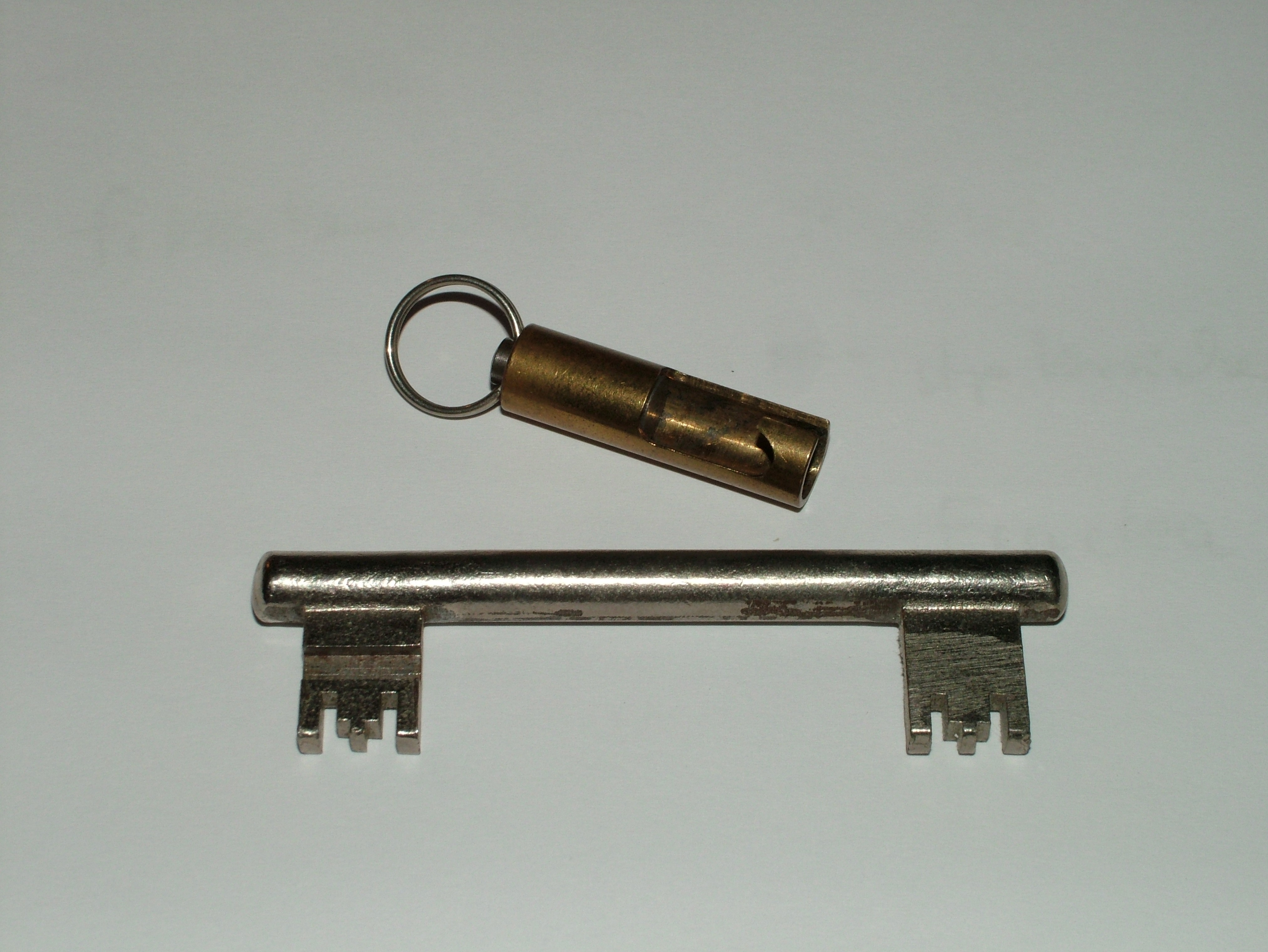
Clé berlinoise avec deux pannetons

Le panneton est la partie d'une clé qui permet de déverrouiller la serrure en y insérant la clé et en la tournant.
Le panneton comporte des encoches qui doivent s'harmoniser avec le mécanisme de déverrouillage de la serrure.